# Shahrestān di Shahreza
Lo shahrestān di Shahreza (farsi شهرستان شهرضا) è uno dei 24 shahrestān della provincia di Esfahan, in Iran. Il capoluogo è Shahreza.